# Langgöns
Langgöns est une municipalité allemande située dans l'arrondissement de Giessen et dans le land de la Hesse.

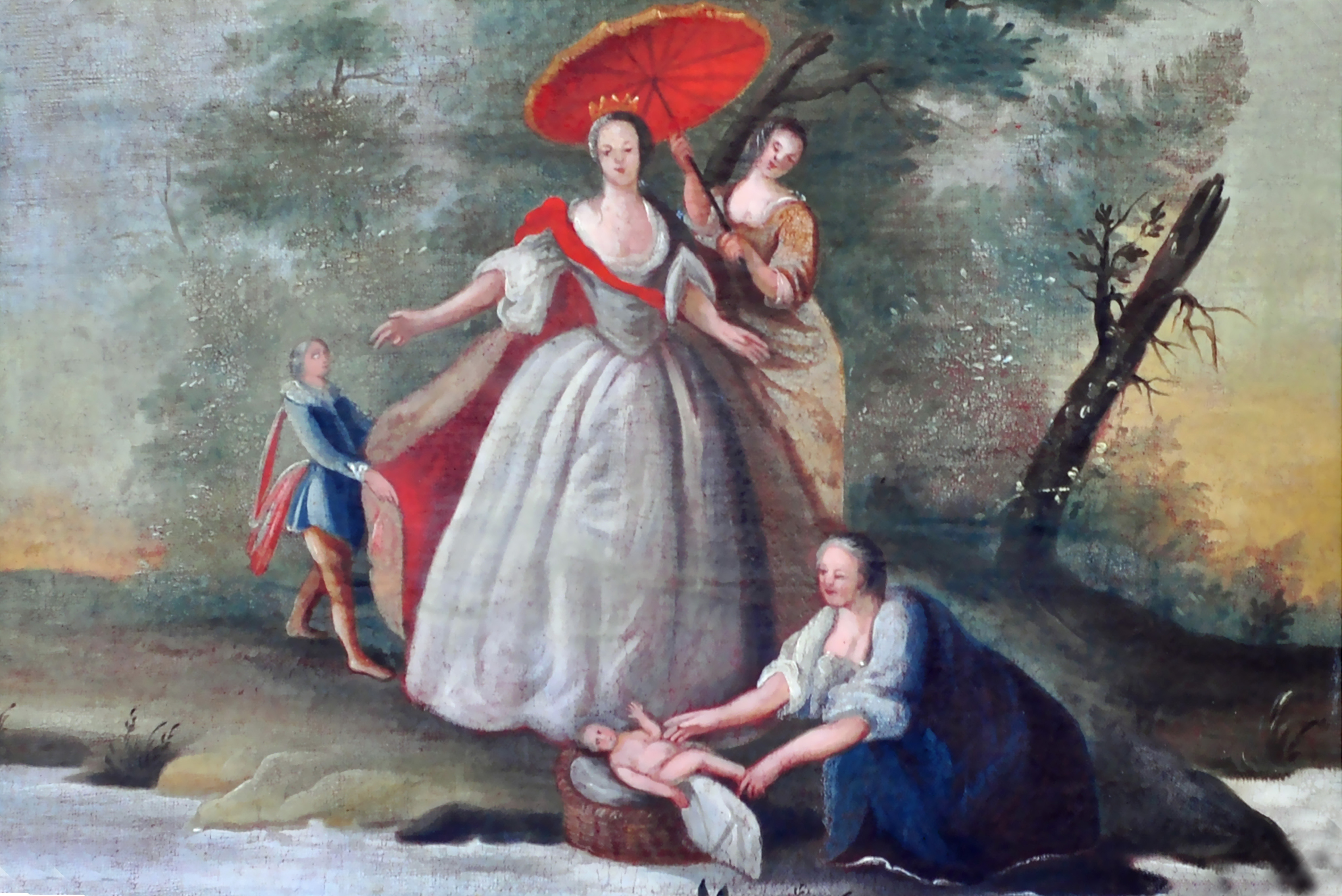
Moïse sauvé des eaux, l'une des 25 peintures de Daniel Hisgen dans l'.